# Грузія на літніх Паралімпійських іграх 2012
Грузія на літніх Паралімпійських іграх 2012 була представлена 2 спортсменами у двох видах спорту: пауерліфтингу та плаванні. 
Офіційним спонсором паралімпійської збірної (а також та олімпійської збірної) стала компанія British Petroleum, в березні 2012 року підписала меморандум, за яким компанія стала офіційним партнером Національного Олімпійського комітету Грузії. При цьому паралімпійці Шота Омарашвілі та Ніколоз Тваурі були перераховані в числі п'яти спеціально відібраних спортсменів, які повинні були відправитися в Лондон в статусі послів ВР

## Пауерліфтинг
| Спортсмен       | Дисципліна        | Результат | Місце |
| --------------- | ----------------- | --------- | ----- |
| Омарашвілі Шота | чоловіки до 60 кг | —         | —     |

## Плавання
| Спортсмен   | Дисципліна             | Поперені запливи | Поперені запливи | Фінал           | Фінал           |
| Спортсмен   | Дисципліна             | Результат        | Місце            | Результат       | Місце           |
| ----------- | ---------------------- | ---------------- | ---------------- | --------------- | --------------- |
| Тваурі Ніка | 100 метрів брасом SB11 | 1:28,37          | 13               | Завершив виступ | Завершив виступ |